# Rijssen-Holten
Rijssen-Holten (anhörenⓘ) ist eine Gemeinde in der Provinz Overijssel im Osten der Niederlande. Sie besteht aus den Orten Beuseberg, De Borkeld, Dijkerhoek, Espelo, Holten, Holterberg, Holterbroek, Lichtenberg, Look, Neerdorp und Rijssen.

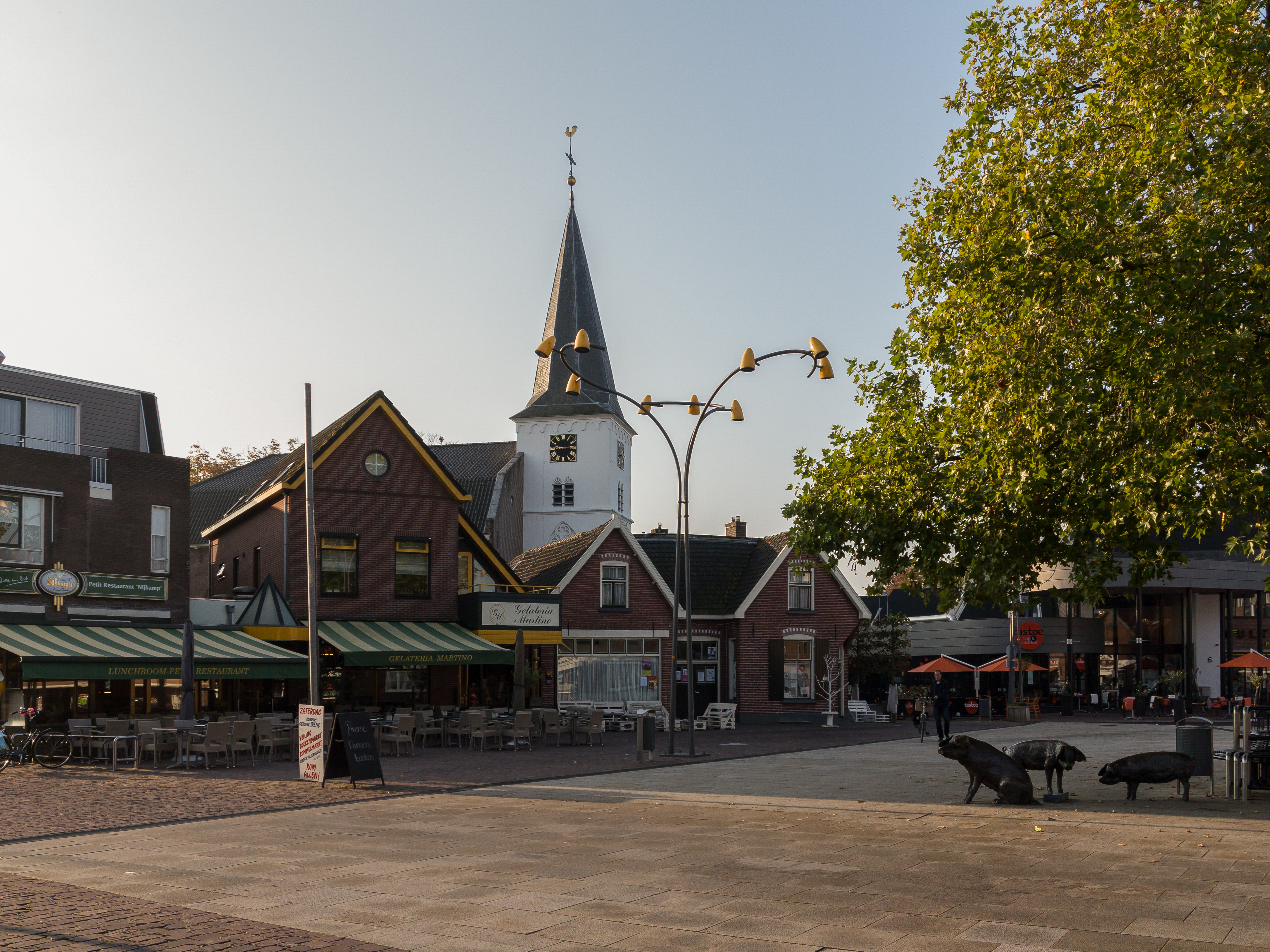
Holten, Kirchturm

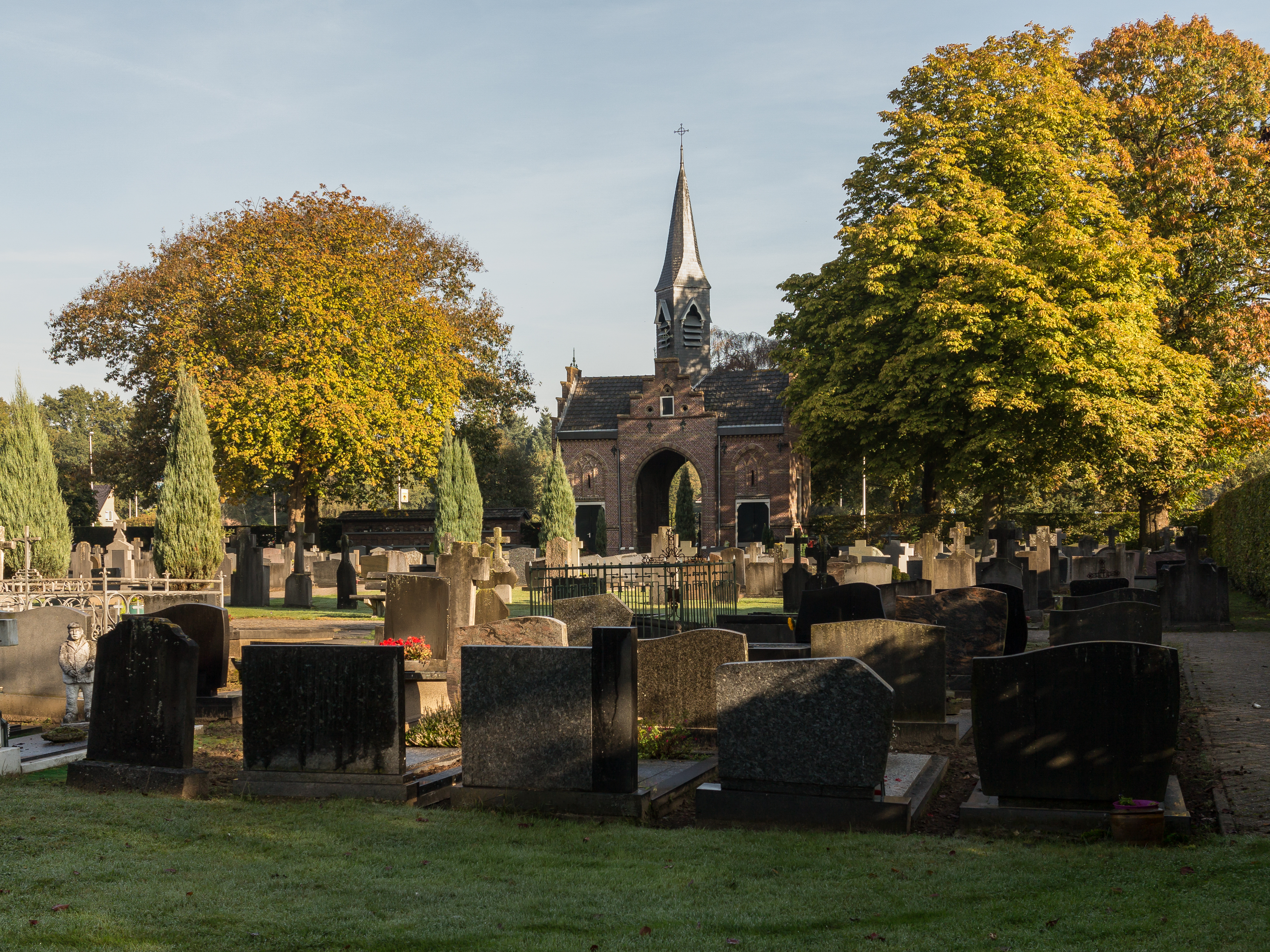
Rijssen, Tor des katholischen Friedhofs

Nördlich des Touristendorfes Holten liegt das ausgedehnte Naturgebiet Holterberg (Natuurpark Sallandse Heuvelrug), wo man, zum Beispiel vom Kleinbahnhof Holten aus, gut wandern kann. Einige Teile dieses Gebietes sind als Lebensraum der letzten Birkhühner der Niederlande nur beschränkt zugänglich.
In Holten gibt es mehrere kleinere Fabriken. Für Touristen gibt es mehrere Anlagen mit Ferienwohnungen und Campingplätzen.
Rijssen ist eine Kleinstadt, in der alte Traditionen noch lebendig sind. Schon Lebuin (siehe: Deventer) predigte hier 775 das Christentum. Rijssen erhielt im frühen 13. Jahrhundert das Stadtrecht. Bis vor einigen Jahren trugen die älteren Frauen noch Trachten. Verhältnismäßig viele Einwohner von Rijssen sind Mitglied sehr orthodox-calvinistischer Kirchengemeinden. Auch in Rijssen gibt es mehrere kleinere Fabriken. Die einst wichtige Textilindustrie ist nicht mehr von Bedeutung.
Auch um Rijssen gibt es einige Wälder, die zum Wandern einladen. Für Touristen gibt es einen Park mit Ferienwohnungen und einige Campingplätze.
Am 15. März 2003 wurde die Gemeinde Rijssen in Rijssen-Holten umbenannt.
Viele Einwohner der Stadt Rijssen sprechen eine lokale Variation des Plattdeutschen, in der verhältnismäßig viele Einflüsse des Münsterländischen enthalten sind.
Rijssen ist Ort der Handlung in der Erzählung Het Grote Gebeuren des niederländischen Schriftstellers Belcampo (Herman Schönfeld Wichers, 1902–1990), in der Ablauf und Ereignisse am Jüngsten Tag des Weltgerichts in Rijssen dargestellt werden.

## Politik
Bei der Kommunalwahl 2022 konnte sich die SGP wiederum durchsetzen und mit einem Stimmanteil von 29,35 Prozent auch die sechste Wahl für sich entscheiden.

### Gemeinderat
Der Gemeinderat von Rijssen-Holten formiert sich seit der Gründung folgendermaßen:
| SGP                              | 6  | 6  | 7  | 7  | 7  | 8  |
| Gemeentebelang Rijssen-Holten    | 3  | 3  | 3  | 3  | 4  | 6  |
| ChristenUnie                     | 4  | 4  | 4  | 4  | 5  | 4  |
| CDA                              | 5  | 5  | 5  | 5  | 4  | 3  |
| VVD a                            | 3  | 2  | 3  | 2  | 3  | 2  |
| Samen Lokaal b                   | –  | –  | –  | –  | –  | 2  |
| PvdA b                           | 4  | 5  | 3  | 2  | 1  | –  |
| D66                              | 0  | –  | –  | 1  | 1  | –  |
| GroenLinks b                     | –  | –  | –  | –  | 0  | –  |
| Lokaal Liberaal Rijssen-Holten a | –  | –  | –  | 1  | –  | –  |
| Gesamt                           | 25 | 25 | 25 | 25 | 25 | 25 |

Anmerkungen

### Städtepartnerschaft
Mit den deutschen Städten Steinfurt und Winterberg in Nordrhein-Westfalen bestehen Städtepartnerschaften.